# Бин Стејшон (Тенеси)
Бин Стејшон (енгл. Bean Station) град је у америчкој савезној држави Тенеси.

## Демографија
По попису из 2010. године број становника је 2.826.
| Група             | 2000.    | 2010.         |
| Белци             | 0 (0,0%) | 2.712 (96,0%) |
| Афроамериканци    | 0 (0,0%) | 18 (0,6%)     |
| Азијати           | 0 (0,0%) | 2 (0,1%)      |
| Хиспаноамериканци | 0 (0,0%) | 65 (2,3%)     |
| Укупно            | 0        | 2.826         |